# 성당초등학교 (전북)
성당초등학교는 대한민국 전북특별자치도 익산시 성당면 갈산리에 있는 공립 초등학교이다.

## 학교 연혁
- 1937.06.01 성당공립보통학교 개교(설립인가 5월 17일)
- 1938.04.01 성당공립심상소학교로 개칭
- 1941.04.01 성당공립국민학교로 개칭
- 1963.03.01 금성국민학교 독립
- 1971.03.01 남성국민학교 독립
- 1981.03.01 병설유치원 개원
- 1996.03.01 성당초등학교로 개칭
- 1999.02.28 남성분교 통폐합
- 2013. 09. 01 제34대 김택수 교장 부임
- 2015. 02. 12 제74회 졸업식(누계 4,870명)
- 2015. 03. 01 2015학년도 6학급(79명), 유치원 1학급(11명) 편성

## 참고 자료
- 성당초등학교 - 한국교육학술정보원 학교알리미